# The Mystery of 13

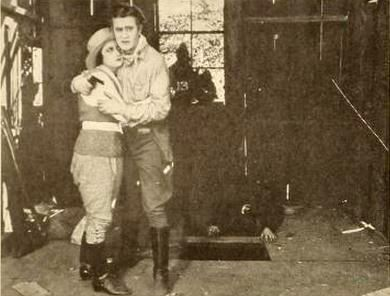
Une scène avec Francis Ford et Rosemary Theby.

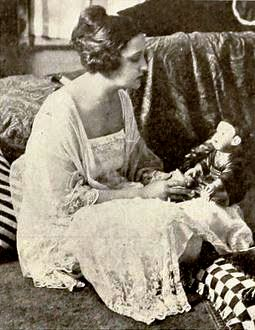
Une autre scène avec Rosemary Theby.

Pour plus de détails, voir Fiche technique et Distribution.
The Mystery of 13 est un serial américain muet réalisé par Francis Ford, sorti en 1919. La série compte 15 épisodes.

## Fiche technique
- Titre original : The Mystery of 13
- Réalisation : Francis Ford
- Scénario : John B. Clymer, d'après une histoire d'Elsie Van Name
- Société de production : Burston Films Inc.
- Pays de production :  États-Unis
- Format : Noir et blanc - 35 mm - 1,33:1 - Film muet
- Genre : action
- Date de sortie : 
  - États-Unis : août 1919

## Distribution
- Rosemary Theby : Marian Green
- Francis Ford : Phil Kelly / Jim Kelly
- Pete Gerald : Hugo Madiz
- Mark Fenton : John Green
- Ruth Maurice : Mary Hardon
- Dorris Dare : Rose
- Nigel De Brulier : Raoul Ferrar
- Elsie Van Name : Edith
- Olive Valerie : Ralph
- Philip Ford : Butts

## Autour du film
- Francis Ford était le frère ainé du célèbre réalisateur John Ford. La scénariste et actrice Elsie Van Name était la deuxième épouse de Francis Ford, lequel était aussi le père de Philip Ford, né d'un premier mariage[1].

## Source de la traduction
- (en) Cet article est partiellement ou en totalité issu de l’article de Wikipédia en anglais intitulé « The Mystery of 13 » (voir la liste des auteurs).